# کچل تپه تیکمه داش
کچل تپه تیکمه داش مربوط به هزاره دوم قبل از میلاد است و در شهرستان زنجان، بخش قره پشتلو، روستای تیکمه داش واقع شده و این اثر در تاریخ ۷ مهر ۱۳۸۱ با شمارهٔ ثبت ۶۱۹۹ به‌عنوان یکی از آثار ملی ایران به ثبت رسیده‌ است.